# Joseph Mwepu Ilunga
Joseph Mwepu Ilunga   (Congo Belga, 22 d'agost de 1949 - Kinshasa, 8 de maig de 2015), de vegades esmentat Alunga Mwepu, és un exfutbolista de la República Democràtica del Congo de la dècada de 1970.
Jugava de defensa. Participà amb Zaire a la fase final de la Copa del Món d'Alemanya 74, on es feu famós per córrer des de la seva tanca defensiva i xutar la pilota en una falta, abans que aquesta es posés en joc, davant la selecció de Brasil. Fou, conseqüentment sancionat, davant la seva sorpresa en no saber que havia fet malament. Zaire va perdre el partit per 0-3. L'equip també perdé amb Escòcia, 0-2, i Iugoslàvia, 0-9.
Pel que fa a clubs, defensà els colors del TP Mazembe del seu país natal, Zaire.